# Großsteingräber bei Emmerveld
Die Großsteingräber bei Emmerveld sind eine Gruppe von ursprünglich wahrscheinlich vier megalithischen Grabanlagen der jungsteinzeitlichen Westgruppe der Trichterbecherkultur in Emmen in der niederländischen Provinz Drenthe. Von diesen sind noch drei erhalten. 1992 wurden die Überreste eines zerstörten vierten Grabes entdeckt. Die erhaltenen Gräber tragen die Van-Giffen-Nummern D38–D40, das zerstörte Grab trägt die Nummer D39a.

## Lage
Die Gräber befinden sich nördlich des Stadtzentrums von Emmen auf einer Lichtung im Valtherbos, einem Waldstück zwischen Valthe, Weerdinge und Emmen. Grab D38 ist das nördlichste. D39 liegt 30 m südlich hiervon und D40 70 m südöstlich von D38 bzw. 55 m ostsüdöstlich von D39. Das zerstörte Grab D39a lag direkt nordöstlich von D39. In der näheren Umgebung gibt es zahlreiche weitere Großsteingräber. 1,3 km südlich befindet sich das Großsteingrab Emmen-Noord (D41), 2 km südlich das Großsteingrab Emmen-Schimmeres (D43), 2,1 km südwestlich das Großsteingrab Westenesch-Noord (D42), 2,6 km südsüdöstlich das Großsteingrab Emmerdennen (D45), 2,8 km südsüdwestlich das Großsteingrab Westenesch (D44) und 2,9 km nordnordwestlich das Großsteingrab Valthe-Zuidwest (D35). 950  nordnordwestlich lag im Valtherbos der zerstörte Großsteingrab Weerdinge (D37a). In diesem Waldstück gibt es auch eine große Zahl von Grabhügeln.

## Forschungsgeschichte

### 18. und 19. Jahrhundert
Die Existenz der Gräber wurde erstmals auf der zwischen 1788 und 1792 entstandenen Hottinger-Karte erwähnt. Willem Pleyte, Kurator der Sammlung niederländischer Altertümer im Rijksmuseum van Oudheden in Leiden, unternahm 1874 zusammen mit dem Fotografen Jan Goedeljee eine Reise durch Drenthe und ließ dort erstmals alle Großsteingräber systematisch fotografieren. Auf Grundlage dieser Fotos fertigte er Lithografien an. Conrad Leemans, Direktor des Rijksmuseums, unternahm 1877 unabhängig von Pleyte eine Reise nach Drenthe. Jan Ernst Henric Hooft van Iddekinge, der zuvor schon mit Pleyte dort gewesen war, fertigte für Leemans Pläne der Großsteingräber an. Leemans’ Bericht blieb allerdings unpubliziert. 1878 erfolgte eine Untersuchung durch William Collings Lukis und Henry Dryden, die auf Anregung von Augustus Wollaston Franks die Provinz Drenthe bereisten und dabei sehr genaue Grundriss- und Schnittzeichnungen von 40 Großsteingräbern anfertigten.

### 20. und 21. Jahrhundert
Zwischen 1904 und 1906 dokumentierte der Mediziner und Amateurarchäologe Willem Johannes de Wilde alle noch erhaltenen Großsteingräber der Niederlande durch genaue Pläne, Fotografien und ausführliche Baubeschreibungen. Seine Aufzeichnungen zu den Gräbern bei Emmerveld sind allerdings verloren gegangen. 1918 dokumentierte Albert Egges van Giffen die Anlagen für seinen Atlas der niederländischen Großsteingräber und führte bei D40 eine Grabung durch, die 1921 fortgesetzt wurde. 1925 führte van Giffen eine Grabung in Grab D39 durch. 1960 wurden alle Anlagen restauriert. 1984 wurde D39 erneut von Jan N. Lanting ergraben. 1992 untersuchte S. W. Jager die Überreste des zerstörten Grabes D39a. Seit 1983 sind die Anlagen Nationaldenkmale (Rijksmonumenten). 2017 wurden die Gräber D38, D39 und D40 zusammen mit den anderen noch erhaltenen Großsteingräbern der Niederlande in einem Projekt der Provinz Drente und der Reichsuniversität Groningen von der Stiftung Gratama mittels Photogrammetrie in einem 3D-Atlas erfasst.

## Beschreibung

### Grab D38

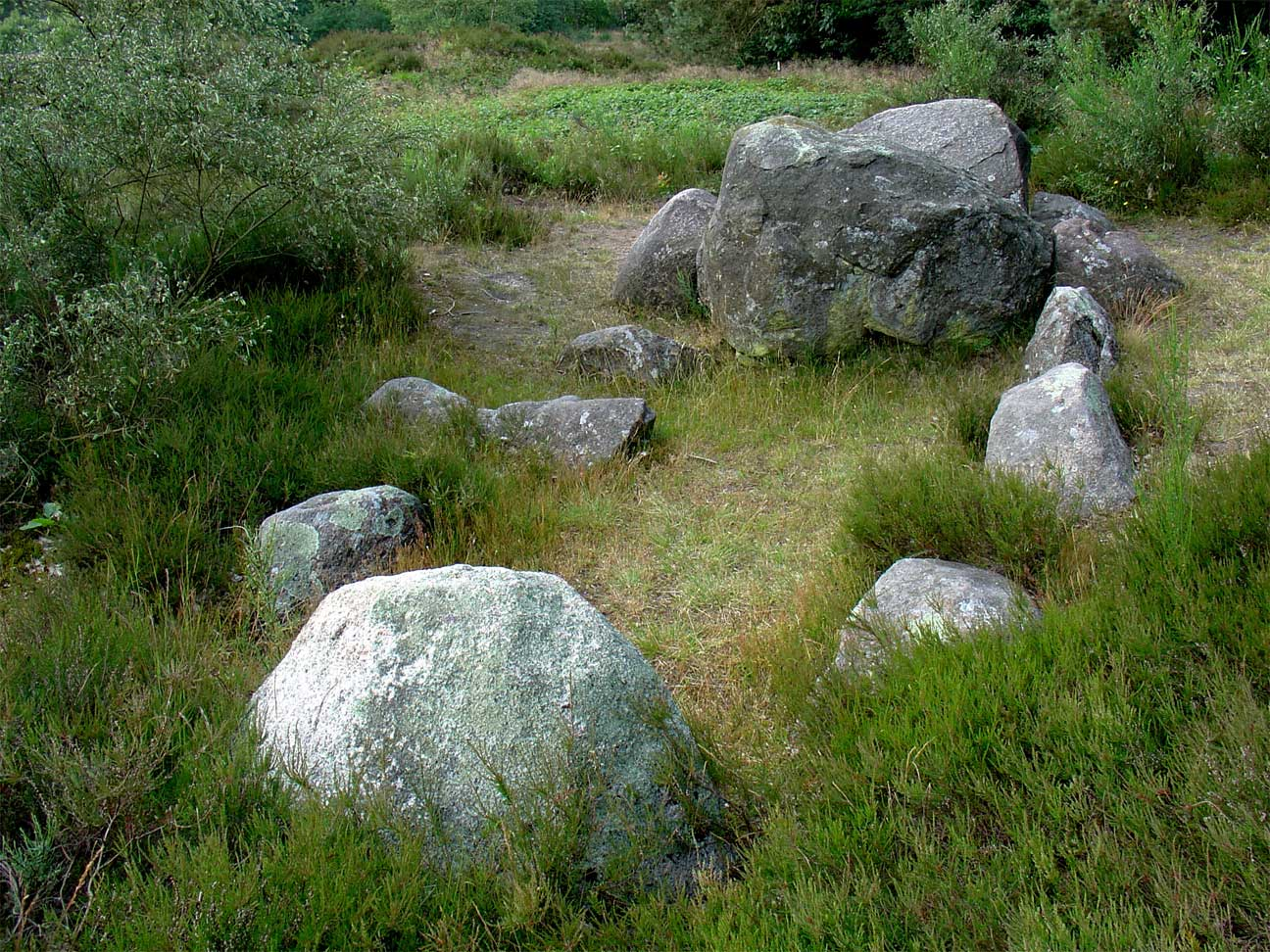
Grab D38

Bei der Anlage handelt es sich um ein nordost-südwestlich orientiertes Ganggrab. Die Grabkammer hat eine Länge von 8 m und eine Breite von 3 m. Sie bestand ursprünglich aus fünf Wandsteinpaaren an den Langseiten und je einem Abschlussstein an den Schmalseiten. Ein Wandstein fehlt. Von den ursprünglich fünf Decksteinen sind zwei erhalten. Ob dem Zugang zur Kammer ursprünglich ein Gang vorgelagert war, ist unbekannt.

### Grab D39

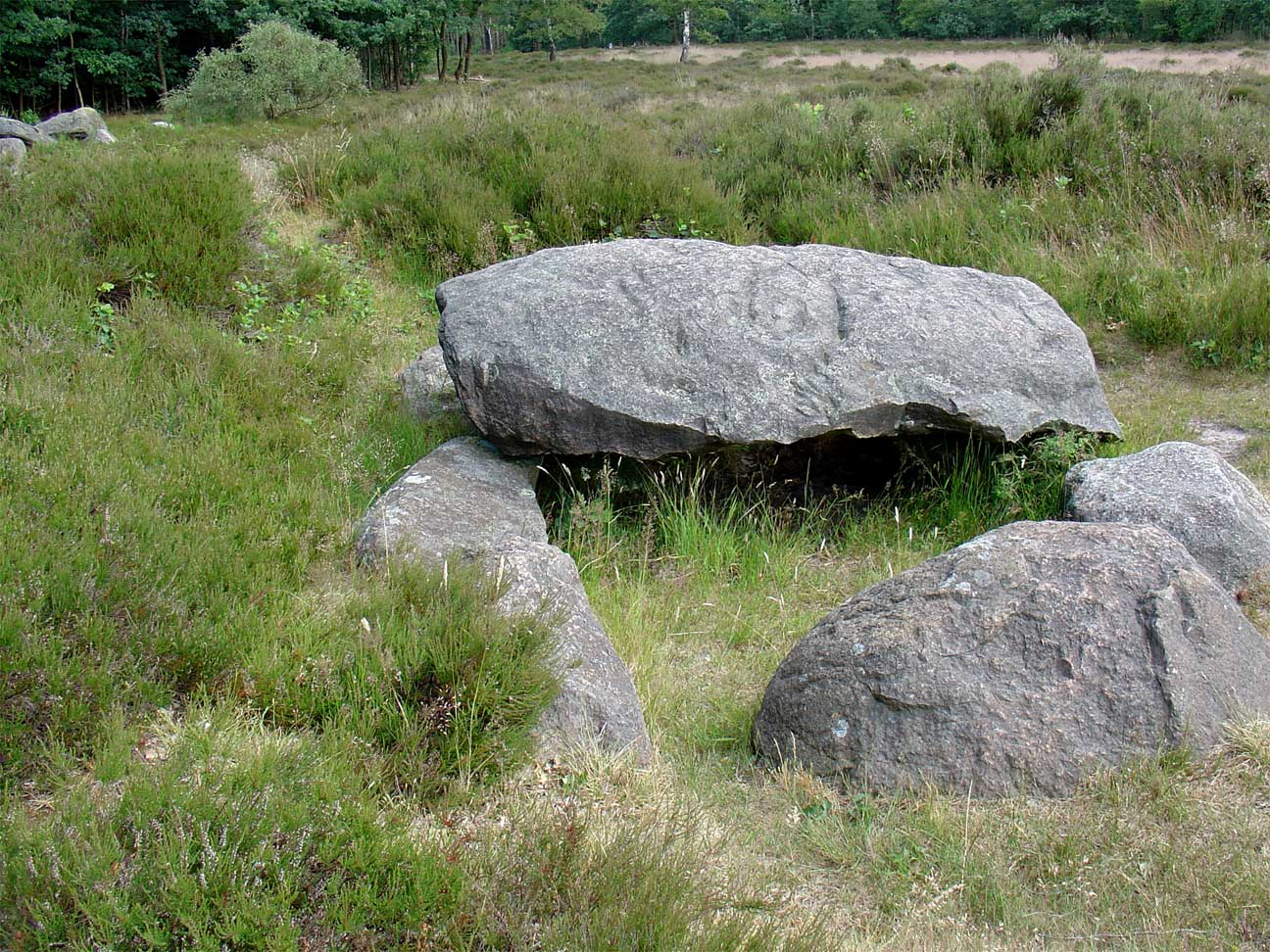
Grab D39

Bei der Anlage handelt es sich um ein nordnordost-südsüdwestlich orientiertes Ganggrab. Die Hügelschüttung ist noch gut zu erkennen. Van Giffen und Lanting konnten bei ihren Grabungen feststellen, dass sie in zwei Phasen entstanden war. Die erste Phase entstand während des Baus des Grabes und reichte ursprünglich bis an die Decksteine. Die zweite Phase entstand während des Endneolithikums (2850–2000 v. Chr.) oder der Bronzezeit (2000–800 v. Chr.). Die Grabkammer hat eine Länge von 4,4 m und eine Breite von 2,5 m. Sie besteht aus drei Wandsteinpaaren an den Langseiten und je einem Abschlussstein an den Schmalseiten, die teilweise noch tief im Boden stecken. Ein Wandstein fehlt. Von den ursprünglich drei Decksteinen ist noch einer erhalten. Ob dem Zugang zur Kammer ursprünglich ein Gang vorgelagert war, ist unbekannt. 

### Grab D40

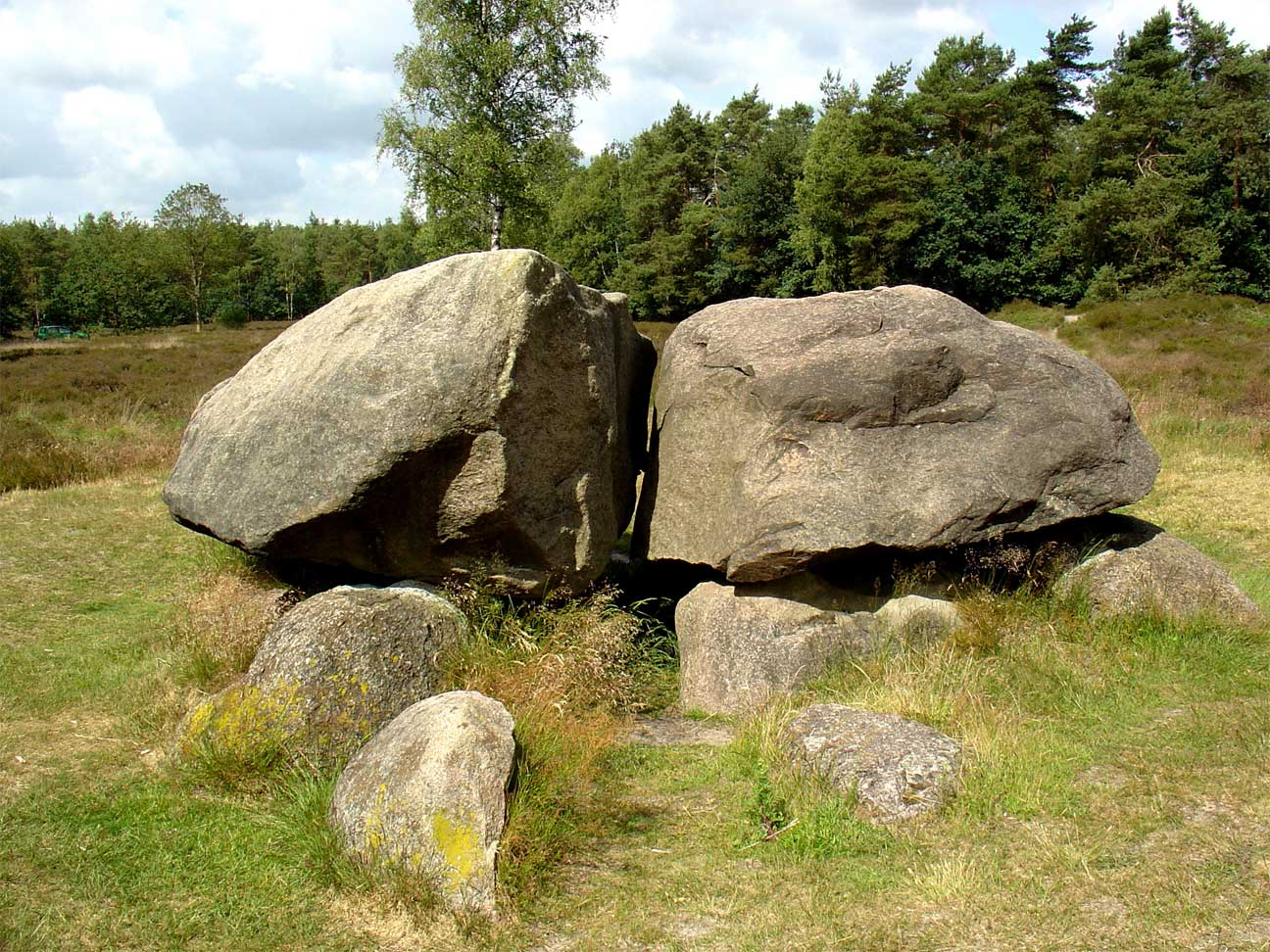
Grab D40

Bei der Anlage handelt es sich um ein südsüdost-nordnordwestlich orientiertes Ganggrab. Die Hügelschüttung ist in drei Phasen entstanden. Die Grabkammer war ursprünglich mit Rollsteinen ummantelt. Sie hat eine Länge von 4,9 m und eine Breite von 3,6 m. Sie besteht aus zwei Wandsteinpaaren an den Langseiten, je einem Abschlussstein an den Schmalseiten und zwei Decksteinen. Der Zugang zur Kammer befindet sich an der östlichen Langseite. Ihm ist ein Gang aus zwei Wandsteinen vorgelagert.

### Grab D39a
Grab D39a besteht aus einer flachen Erhebung, die eine mit Steinen verfüllte Grube von 5–5,5 m Länge und 2–2,5 m Breite birgt. Standlöcher von Wandsteinen oder andere Hinweise auf das ursprüngliche Aussehen des Grabes konnten nicht festgestellt werden. Aufgrund der geringen Ausmaße ist nicht sicher, ob es sich um ein Großsteingrab oder eine kleinere Steinkiste gehandelt hat. Funde wurden bei der Ausgrabung der Anlage nicht gemacht.

## Funde
Aus Grab D40 und dessen Umgebung wurden die Scherben von 60–80 Gefäßen und drei Steinwerkzeuge der Trichterbecherkultur sowie Scherben eines endneolithischen Glockenbechers geborgen.